# Zvi Sliternik
Zvi Saliternik (hébreu : צבי סליטרניק; 16 mai 1897 – 17 octobre 1993) est un entomologiste israélien.

## Biographie
Sliternik est né en 1897 à Ploskirów, dans la région de Podolie de l'Empire russe (aujourd'hui connue sous le nom de Khmelnytskyi, en Ukraine). Il commence à étudier la médecine en Russie, mais ne termine pas ses études avant d'émigrer en 1919 en Palestine mandataire. C'est là qu'il rencontre Shoshanah Lissauer, une touriste juive bénévole de Berlin, en Allemagne, qu'il épouse en 1929.
Il retourne à ses études et étudie la biologie à l'Université hébraïque de Jérusalem. En 1946, il obtient un doctorat.
Sliternik commence ses travaux d'entomologie en 1921, en tant que membre d'une petite unité dirigée par Israel Kligler, pour développer des méthodes peu coûteuses et efficaces de lutte contre le paludisme, ce qui aboutit finalement à l'éradication totale du paludisme en 1962.
Il est nommé superviseur régional pour l'élimination du paludisme dans la vallée de Jezreel et supervise le drainage des marais à proximité de Hadera, ainsi que d'autres zones à travers le pays. Sliternik est directeur du service entomologique de l'armée israélienne en 1948, puis directeur du département entomologique du ministère israélien de la Santé de 1949 à 1962.